# Hrvoje Stević
Hrvoje Stević (Osijek, 8. siječnja 1980.), hrvatski šahist, velemajstor. Bio je prvak svijeta do 16 godina 1995.
Na hrvatskoj je nacionalnoj ljestvici od 1. ožujka 2012. godine peti po rezultatima, s 2549 bodova.
Po statistikama FIDE sa službenih internetskih stranica od 12. travnja 2012., 180. je igrač na ljestvici aktivnih šahista u Europi a 219. na svijetu.
Naslov majstora FIDE nosi od 1995. godine.
Pojedinačni prvak Hrvatske 2007. godine.
Podijelio 2. i 3. mjesto na prvenstvu Hrvatske 2017. s Ivanom Šarićem.